# Atak na Scapa Flow
Atak na Scapa Flow – przeprowadzony 14 października 1939 roku niemiecki atak morski na okręty Royal Navy w brytyjskiej bazie morskiej Scapa Flow. W wyniku przeprowadzonego przez dowodzony przez kapitänleutnanta Günthera Priena U-47 ataku, zatopiony został brytyjski pancernik typu Revenge HMS Royal Oak.

## Scapa Flow
Scapa Flow jest niemal idealnym kotwicowiskiem. Usytuowane w centrum Orkadów w pobliżu północnych wybrzeży Szkocji, jest naturalnym akwatorium wystarczająco dużym, by mogło pomieścić całą Grand Fleet. Scapa Flow otacza pierścień wysp, a pomiędzy nimi znajdują się płytkie kanały, w których występują gwałtowne pływy. Zagrożenie ze strony niemieckich okrętów podwodnych zostało zauważone dużo wcześniej, dlatego na początku I wojny światowej wykorzystano wiele środków zapobiegawczych atakom podwodnym. W krytycznych punktach zostały zatopione okręty blokujące, a trzy najszersze kanały przegrodzono sieciami zagrodowymi. Obsługą zagród zajmowały się holowniki, przepuszczając na teren zatoki jedynie własne jednostki. Skryte wpłynięcie przez zagrody nieprzyjacielskiego okrętu podwodnego przy okazji przepływania własnej jednostki uznano za mało prawdopodobne, mimo to dwa takie zdarzenia miały miejsce, ale oba okręty, które próbowały tego typu infiltracji podczas wojny, zostały wykryte. U-18, który próbował 23 listopada 1914 roku przeniknąć do portu, został dwukrotnie staranowany, a później wszedł na mieliznę i cała jego załoga dostała się do niewoli. Kolejny U-Boot o numerze UB-116 został wykryty przez hydrofony w cieśninie Hoxa i zniszczony przez odpalane elektrycznie miny z całą załogą 36 ludzi 28 października 1918 roku.
Scapa Flow było głównym kotwicowiskiem brytyjskiej Grand Fleet przez większość I wojny światowej, ale w okresie międzywojennym flota została przemieszczona do bardziej typowo ulokowanego Rosyth w Firth of Forth. Wraz ze wzrostem zagrożenia wybuchem kolejnej wojny podjęto decyzję o reaktywowaniu bazy na Orkadach i ponownego przebazowania do niej Home Fleet. Ochrona bazy, zarówno naturalna, jak i stworzona przez człowieka, choć nadal mocna, potrzebowała jednak ulepszeń, dlatego w pierwszych tygodniach wojny rozpoczął się proces jej wzmacniania, głównie przez rozmieszczenie większej liczby okrętów blokujących.

## Operacja Specjalna P: rajd U-47

Infiltracja Scapa Flow dokonana przez U-47

Dowódca sił podwodnych Kriegsmarine Karl Dönitz rozważał plan ataku Scapa Flow przez okręt podwodny już w pierwszych dniach po wybuchu wojny. Udana misja pozwoliłaby uzyskać dwa cele: po pierwsze wycofanie Home Fleet ze Scapa Flow, co znacznie osłabiłoby brytyjską blokadę Morza Północnego i umożliwiło Niemcom łatwiejsze atakowanie konwojów atlantyckich, a po drugie dokonanie symbolicznej zemsty – uderzenia w to samo miejsce, w którym niemiecka Hochseeflotte poddała się i samozatopiła po niemieckiej przegranej w I wojnie światowej. Do wykonania zadania Dönitz osobiście wybrał kapitänleutnanta Günthera Priena, ustalając że wypad do wrogiego portu zostanie wykonany w nocy z 13 na 14 października podczas przypływu i w bezksiężycową noc. Prien podjął się zadania na ochotnika. Z uwagi na duże niebezpieczeństwo utraty okrętu, usunięto z niego maszynę szyfrującą Enigma i tajne materiały.

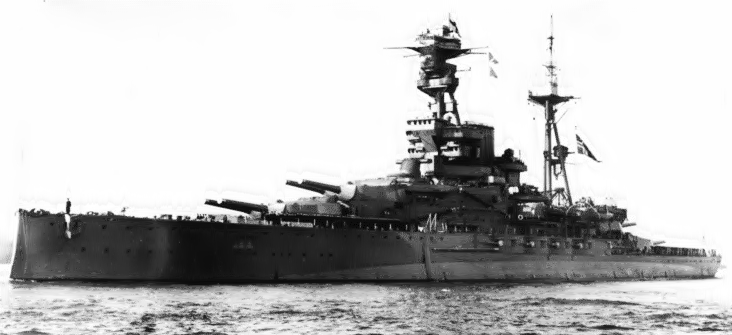
„Royal Oak” w okresie międzywojennym

Dönitz wskazał Prienowi sposób wpłynięcia do Scapa Flow ze wschodu przez cieśninę Kirk Sound, leżącą na północ od Lamb Holm – małej niewysokiej wyspy pomiędzy Burray i główną wyspą Orkadów. Z rozpoznania lotniczego wynikało, że między wrakami blokującymi tę cieśninę istnieje luka 17 metrów, ponadto jej brzegi były mało zaludnione. W ciągu czterech dni Prien pokonał Morze Północne i w piątek 13 października, o godzinie 19.15, po zachodzie słońca, wynurzył się na podejściu do Scapa Flow i dalszy marsz kontynuował na powierzchni. Prien początkowo wybrał omyłkowo znajdującą się bardziej na południe cieśninę Skerry Sound, ale później zdał sobie sprawę, że U-47 kieruje się na płytkie i zablokowane przejście, więc nakazał szybki zwrot na północny wschód. Korzystając z oświetlenia światłem zorzy polarnej, U-Boot prześlizgnął się pomiędzy dwoma zatopionymi statkami blokadowymi „Seriano” i „Numidian”, grzęznąc chwilowo na stalowej linie okrętu „Seriano”. Okręt niemiecki został na krótko oświetlony przez taksówkę z brzegu, ale jej kierowca nie podniósł alarmu. Po wejściu do zatoki Prien wpisał do dziennika pokładowego pod datą 14 października 1939, o godzinie 00.27 triumfalne Wir sind in Scapa Flow!!!. Następnie przez kilka kilometrów utrzymywał kurs na południowy zachód ku zachodowi (WSW). Ku zaskoczeniu Priena kotwicowisko okazało się prawie puste, nie wiedział on bowiem o rozkazie Forbesa, który nakazał rozproszenie floty, przez co usunął ze Scapa Flow większość dużych okrętów mogących stanowić potencjalny cel. Główne siły floty zostały skierowane do Loch Ewe w Szkocji. U-47 płynął mimo to bezpośrednio w kierunku grupy czterech pozostawionych w Scapa Flow okrętów, w tym nowo przyjętego do służby lekkiego krążownika HMS „Belfast”, zakotwiczonego w odległości 8 km od brzegów wysp Flotta i Hoy, lecz brak jest danych świadczących o tym, że Prien go zauważył. Przebieg misji podkreślił fakt, że 25-letni okręt jest całkowicie przestarzały. W obawie przed niemieckimi samolotami rozpoznawczymi, których częste pojawianie się nad Orkadami mogło zwiastować rychły atak, dowodzący Home Fleet admirał Charles Forbes wydał rozkaz rozproszenia floty i przebazowania do bezpieczniejszych portów. Rozkaz nie objął pancernika „Royal Oak”, który pozostał w Scapa Flow ze względu na posiadane uzbrojenie przeciwlotnicze, które miało wzmocnić obronę bazy przed atakiem z powietrza.
Po zmianie kursu na powrotny, wachtowi na mostku spostrzegli „Royal Oak” stojący około 4 km na północ i poprawnie zidentyfikowali go jako pancernik typu Revenge. Za nim stał inny okręt, prawie całkowicie tak zasłonięty, że z pokładu U-47 widoczny był jedynie jego dziób. Prien omyłkowo rozpoznał w nim krążownik liniowy typu Renown, a później wywiad niemiecki uściślił tę klasyfikację na „Repulse”, choć w rzeczywistości okrętem tym był transportowiec wodnosamolotów z czasów I wojny światowej „Pegasus” (ex. „Ark Royal”).

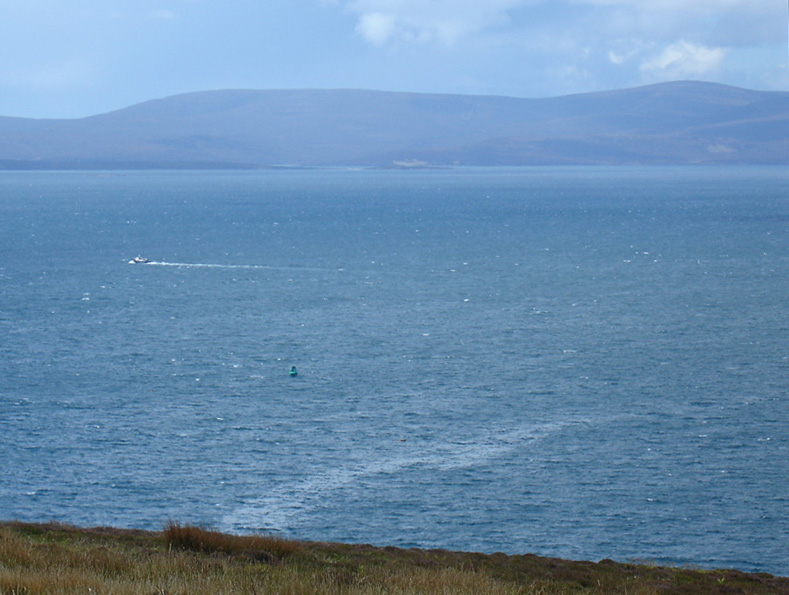
Miejsce ataku na „Royal Oak”

O godzinie 00.58 U-47 wystrzelił z wyrzutni dziobowych salwę z 3 torped, a czwarta zacięła się. Dwie minęły cel, ale trzecia uderzyła w dziób „Royal Oak”, wstrząsając pancernikiem i budząc załogę. Okręt otrzymał mało widoczny cios, ale prawoburtowy łańcuch kotwiczny został zerwany i klekocząc wypadł przez kluzę. Początkowo załoga sądziła, że na okręcie nastąpiła eksplozja w dziobowym magazynie materiałów łatwopalnych, który był używany do przechowywania między innymi kerozyny. Mając w pamięci niewyjaśnioną eksplozję, która zniszczyła pancernik HMS „Vanguard” w Scapa Flow w 1917 roku, nadano przez okrętowy system radiowęzłowy rozkaz sprawdzenia temperatury w magazynach amunicyjnych. Wielu marynarzy wróciło do swoich koi, będąc nieświadomymi tego, że okręt jest atakowany. Dowódca okrętu komandor Maltese i zaokrętowany na okręcie dowódca 2. Eskadry Pancerników kontradmirał Henry Blagrove osobiście podjęli działania w celu sprawdzenia stanu okrętu. Nie ogłoszono jednak alarmu, nie zamknięto drzwi wodoszczelnych ani iluminatorów.
Prien obrócił okręt i próbował oddać jeszcze jeden strzał z wyrzutni rufowej, ale także nie trafił. Ponieważ w bazie w dalszym ciągu nie podejrzewano obecności okrętu podwodnego i nie podniesiono alarmu, po przeładowaniu wyrzutni dziobowych ponownie zawrócił i oddał w kierunku „Royal Oak” salwę trzech torped i o godzinie 01.16 wszystkie trzy trafiły kolejno w jego śródokręcie.
Seria eksplozji przetoczyła się przez okręt, a do jego kadłuba wtargnęła woda morska. Okręt natychmiast przechylił się o 15°, wystarczająco, aby otwarte bulaje w prawej burcie znalazły się pod wodą. Chwile później przechył okrętu wzrósł do 45°, ustabilizował się na kilka minut, a o 01.29, 13 minut po drugim ataku Priena, „Royal Oak” pogrążył się w wodach zatoki. Na pokładzie tonącego okrętu zginęło 833 ludzi, w tym kontradmirał Henry Blagrove, który, według zeznań świadków, pomagał w ewakuacji załogi. Zacumowany do burty okrętu drewniany admiralski gig został wciągnięty pod wodę i zatonął wraz z „Royal Oak”. U-47 tymczasem bez przeszkód oddalił się, wyszedł cieśniną Kirk na morze (tym razem pomiędzy wrakami a skrajem wysepki Lambs Holm) i o 2.15 znalazł się na pełnym morzu, po czym powrócił do bazy.

## Próby ratowania załogi
| Czas  | Od   | Do   | Wiadomość |
| ----- | ---- | ---- | --- |
| 02.00 | ACOS | ADMY | Royal Oak zatonął w Scapa Flow, seria eksplozji.                                                                     |
| 02.11 | ACOS | ADMY | Brak jeszcze dokładnych informacji.                                                                                  |
| 05.06 | ADMY | ACOS | Czy można z całą pewnością stwierdzić, że zatonięcie nie było spowodowane atakiem wrogiego samolotu?                 |
| 06.20 | ACOS | ADMY | Tak. |
| 07.04 | ADMY | ACOS | Nie przekazywać żadnych informacji o Royal Oak otwartym tekstem aż do odwołania. Dotyczy to również listy ocalałych. |

Dowodzony przez Johna Gatta z rezerwy Royal Navy tender „Daisy 2” był podczas ataku zacumowany do lewej burty pancernika. Po trafieniu okrętu i jego przechyleniu się na prawą burtę Gatt polecił załodze odciąć cumy, ale zanim udało się uwolnić jednostkę została ona podniesiona ponad powierzchnię wody przez bąbel przeciwtorpedowy u burty „Royal Oak”.
Wielu członków załogi pancernika, którym udało się wyskoczyć z tonącego okrętu, było ubranych jedynie w piżamy, które nie stanowiły wystarczającej izolacji przed lodowatą wodą. Ponadto cienka warstwa ropy pokrywająca powierzchnię dostawała się do płuc i żołądków marynarzy, a także znacznie utrudniała pływanie. Z tych, którzy zdecydowali się na dopłynięcie do oddalonego o 800 metrów najbliższego brzegu, jedyne kilku przeżyło. Gatt włączył światła na „Daisy 2”, a później wraz z załogą wyciągnął z wody 386 ludzi, w tym dowódcę pancernika – komandora Williama Benna. Tender podejmował wysiłki mające na celu wyciągnięcie ludzi z wody przez kolejne 2,5 godziny, prawie do 4 rano, kiedy Gatt zdecydował się przerwać poszukiwania i dostarczyć ocalonych na pokład „Pegasusa”. Pomimo pomocy łodzi z HMS „Pegasus” i z portu to właśnie Gattowi zawdzięczano uratowanie większości ocalałych, za co został odznaczony Distinguished Service Cross. Było to jedyne wojskowe odznaczenie nadane przez Brytyjczyków, związane z zatopieniem pancernika.